# 53 Персея
53 Персея (53 Per/d Per/V469 Per) — пульсирующая переменная звезда в созвездии Персея.
53 Персея классифицируется как бело-голубой субгигант спектрального класса B3. Между звездой и Землёй находится довольно много межзвёздной пыли, которая поглощает часть света, приходящего от звезды. В отсутствие пыли 53 Персея имел бы звёздную величину +4.34m. Находясь на расстоянии 465 световых лет звезда светит в 1100 ярче чем Солнце, излучая в основном в ультрафиолетовом диапазоне. Звезда весьма горяча (16 200 K). Расчёты показывают, что её радиус 4.2 солнечных и масса в 5.7 раз больше солнечной. Комбинация этих параметров показывает, что 53 Персея обычная звезда с возрастом менее чем 70 миллионов лет, что составляет примерно половину времени, в течение которого она будет находиться на главной последовательности. Экваториальная скорость вращения составляет только 15 км/с, который подразумевает период вращения порядка 14 дней; но, вероятно, звезда вращается быстрее, так как её ось вращения, скорее всего, имеет наклон по отношению к Земле. Как и множество звёзд её класса, она имеет несколько пониженную металличность, приблизительно, половину солнечной.
53 Персея — является прототипом довольно редкого класса переменных звёзд, названных «Медленно пульсирующими звёздами спектрального класса B» (SPB star) или звезды типа 53 Персея (53 Per star). Изменения их яркости невелики, приблизительно, две сотых звёздной величины (приблизительно два процента), что гораздо ниже способности глаза чувствовать эту переменность.

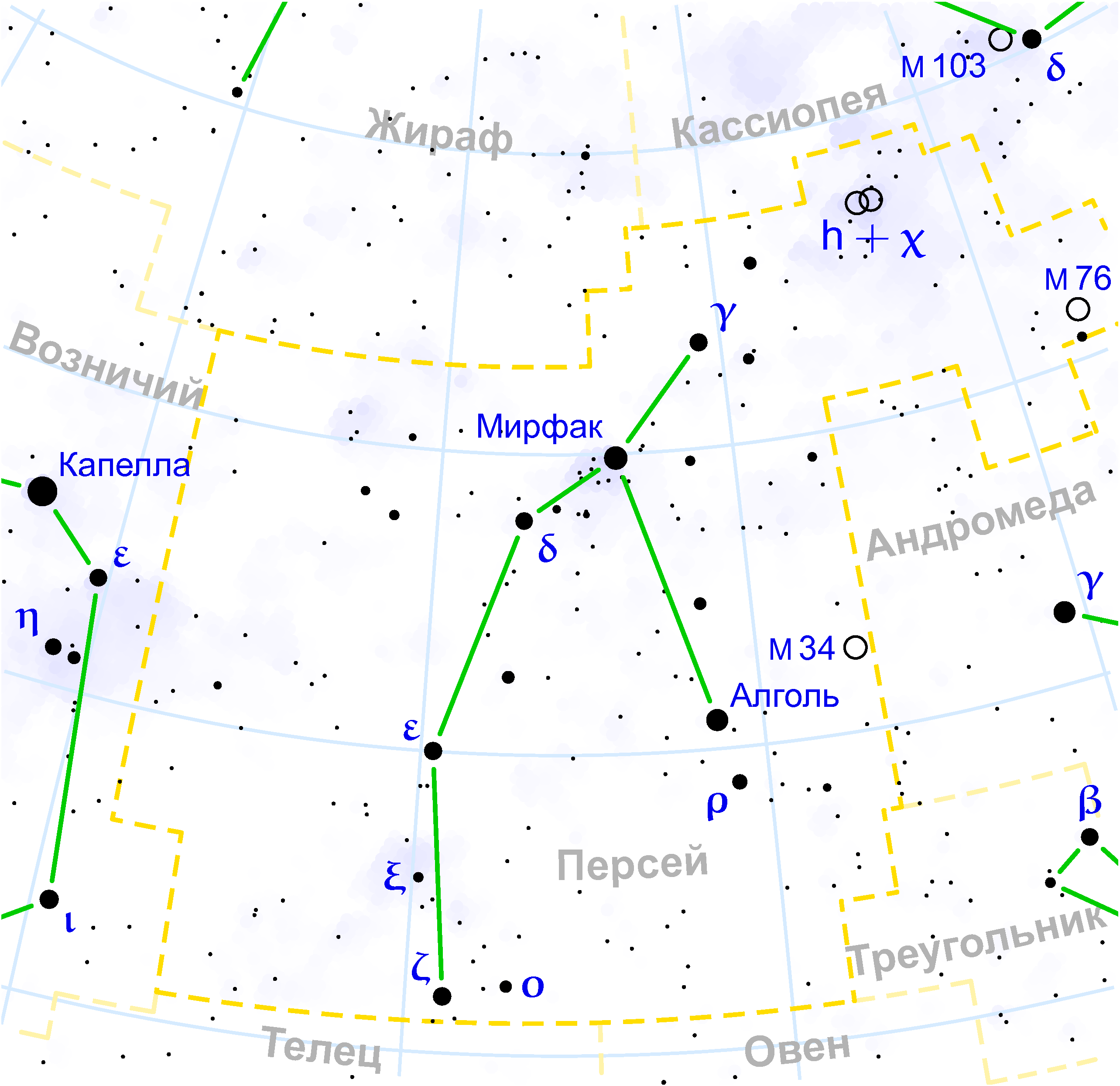
Положение 53 Персея на карте созвездия